# Лауэр (река)
Лауэр (нем. Lauer) — река в Германии, левый приток Франконской Зале, протекает по земле Бавария, речной индекс 2444. Площадь бассейна реки составляет 298,49 км². Длина реки 33 км. Высота истока 330 м. Высота устья 225 м.
Берёт начало в Штадтлаурингене, впадает во Франконскую Зале в районе Нидерлауэра.
Система водного объекта: Франконская Зале → Майн → Рейн → Северное море.

## Притоки
- Правый приток Рансбах впадает в Лауэр в районе городка Масбах.